# الدوري البحريني الممتاز 1960–61
الدوري البحريني الممتاز 1960-1961 هي النسخة الخامسة من الدوري البحريني الممتاز.

## نظرة عامة
توج المحرق باللقب.